# Teatro Broadway (Rosario)
El Teatro Broadway es uno de los teatros más importantes de la ciudad de Rosario, Argentina. Ligado desde siempre a la cultura de la ciudad.

## Historia
La sala fue inaugurada con el nombre Cine Varieté La Bolsa en 1927, siendo en ese momento la sala con mayor capacidad de la ciudad. En 1929, actuó Joséphine Baker, la artista estadounidense que había conquistado al Viejo Continente con la sensualidad de su arte.
Después de una breve interrupción, fue reinaugurada en 1932 con el nombre Cine Varieté Broadway, con la obra "Tapices españoles", convirtiéndose con el tiempo en uno de los cines más importantes de la Rosario.
Por la sala pasaron estrellas de la talla de Carlos Gardel, que pasó por el teatro en 1933, y Libertad Lamarque. Y también pasaron miles de películas.
El tiempo fue haciendo que decayera su público hasta su cierre en 1999.
El 7 de noviembre de 2002, reabrió sus puertas nuevamente como teatro cuando a las 20.30 se inició una función especial de artistas locales encabezados por el cantante Juanjo Cura y el Ensamble de Vientos Municipal dirigido por el maestro Fernando Ciraolo. Además hubo las presentaciones de los elencos de la Escuela Municipal de Danzas, el Estudio de Comedias Musicales, el grupo Madrigal y la actriz Andrea Fiorino.
En 2009 la sala cuenta con 2.000 localidades, lo que la convierte en la sala de mayor capacidad de la ciudad.